# إدوارد أ. ديفور جونيور
إدوارد أ. ديفور جونيور (بالإنجليزية: Edward A. DeVore, Jr.)‏ هو عسكري أمريكي، ولد في 15 يونيو 1947 في توررانسي في الولايات المتحدة، وتوفي في 18 مارس 1968 في مدينة هو تشي منه في فيتنام.